# Passi (Iloilo)
Passi è una città componente delle Filippine, geograficamente situata nella Provincia di Iloilo, nella Regione del Visayas Occidentale.
Passi è formata da 51 baranggay:
- Agdahon
- Agdayao
- Aglalana
- Agtabo
- Agtambo
- Alimono
- Arac
- Ayuyan
- Bacuranan
- Bagacay
- Batu
- Bayan
- Bitaogan
- Buenavista
- Buyo
- Cabuñga
- Cadilang

- Cairohan
- Dalicanan
- Gemat-y
- Gemumua-agahon
- Gegachac
- Gines Viejo
- Imbang Grande
- Jaguimitan
- Libo-o
- Maasin
- Magdungao
- Malag-it Grande
- Malag-it Pequeño
- Mambiranan Grande
- Mambiranan Pequeño
- Man-it
- Mantulang

- Mulapula
- Nueva Unión
- Pangi
- Pagaypay
- Población Ilawod
- Población Ilaya
- Punong
- Quinagariñgan Grande
- Quinagariñgan Pequeño
- Sablogon
- Salngan
- Santo Tomás
- Sarapan
- Tagubong
- Talongonan
- Tubod
- Tuburan